# Captives - Prigionieri
Captives - Prigionieri (Captives) è un film del 1994 diretto da Angela Pope.

## Trama
Philip Chaney si trova in carcere per l'omicidio della moglie ed è in procinto di uscire in libertà vigilata e stringe amicizia con Rachel Clifford, dentista della prigione e donna separatasi da un marito infedele. L'amicizia si tramuterà progressivamente in passione.